# 張鵬起
張鵬起（16世紀—17世紀），山西平陽府洪洞縣人，明朝政治人物。

## 生平
張鵬起天性聰明，博覽羣書，寫作文章宗有驚人語，名列八俊，萬曆四十年（1612年）中河南鄉試舉人，授汝州學正，崇禎年間陞為陝西徽州知州，任內肅政除暴，以治行陞官保寧同知，曾在二郎關對抗張獻忠叛軍大敗，後在任內去世。

## 引用
1. 1 2  民國《洪洞縣志·卷十二·人物志上》：張鵬起，明萬歷壬子舉人，署河南汝州學正，陞陝西徽州知州，著監事道事，所至有聲。天姿穎異，博覽羣書，每作文落筆輒有驚人語，名列八俊之一，後卒於官。
2. ↑  嘉慶《徽縣志·卷四》：張鵬起，山西洪洞舉人，崇正初莅州，政敏刑肅、族除克暴，以治行陞去，民有去思。
3. ↑  《崇禎實錄·卷六》：（崇禎六年三月）丙辰蜀賊攻蒼溪縣不下，遂走廣元，同知張鵬起等戰二郎關，大敗，殺守備張應甲黃朝璽。